# Oxyanthus lepidus
Oxyanthus lepidus är en måreväxtart som beskrevs av Spencer Le Marchant Moore. Oxyanthus lepidus ingår i släktet Oxyanthus och familjen måreväxter.

## Underarter
Arten delas in i följande underarter:
- O. l. kigogoensis
- O. l. lepidus